# Rhodiola
Rhodiola is een geslacht van succulenten uit de Vetplantenfamilie. De soorten komen voor in Europa, Siberië, Oost-Azië en Noord-Amerika.

## Soorten
- Rhodiola integrifolia
- Rhodiola rhodantha
- Rhodiola rosea (rozewortel)

Adromischus · Aeonium · Aichryson · Chiastophyllum · Cotyledon · Crassula · Diamorpha · Dudleya · Echeveria · Graptopetalum · Greenovia · Hylotelephium (Hemelsleutel) · Hypagophytum · Jovibarba · Kalanchoe (Kalanchoë) · Lenophyllum · Monanthes · Orostachys · Pachyphytum · Perrierosedum · Phedimus (Vlak vetkruid) · Pistorinia · Prometheum · Pseudosedum · Rhodiola · Rosularia · Sedum (Vetkruid) · Sempervivum (Huislook) · Thompsonella · Tylecodon · Umbilicus · Villadia